# Padiès
Padiès est une commune française située dans le département du Tarn, en région Occitanie. Sur le plan historique et culturel, la commune est dans le Ségala, un territoire s'étendant sur les départements du Tarn et de l'Aveyron, constitué de longs plateaux schisteux, morcelés d'étroites vallées.
Exposée à un climat océanique altéré, elle est drainée par le Cérou, le Boutescure, le Farruel et par divers autres petits cours d'eau. La commune possède un patrimoine naturel remarquable composé de deux zones naturelles d'intérêt écologique, faunistique et floristique.
Padiès est une commune rurale qui compte 154 habitants en 2022, après avoir connu un pic de population de 1 040 habitants en 1831. Ses habitants sont appelés les Padiessois ou Padiessoises.

## Géographie

### Localisation
Padiès se situe à 22 km au nord-est d'Albi et à 4,5 km au nord de Valence-d'Albigeois. L'ancien méridien de Paris, aujourd'hui appelé la Méridienne verte, passe sur la commune de Padiès, à l'ouest.

### Communes limitrophes
Padiès est limitrophe de six autres communes.
Les communes limitrophes sont  Andouque, Crespin, Faussergues, Lacapelle-Pinet, Lédas-et-Penthiès et Valence-d'Albigeois.
|          | Lacapelle-Pinet     | Lédas-et-Penthiès |
| Crespin  | Padiès              | Faussergues       |
| Andouque | Valence-d'Albigeois |                   |

### Voies de communication et transports
La commune n'est desservie par aucun service de transport en commun. La gare la plus proche est la gare de Tanus.
La RN 88 est accessible par l'échangeur du village de Tanus à 10 km de Padiès.

### Hydrographie
La commune est dans le bassin de la Garonne, au sein du bassin hydrographique Adour-Garonne. Elle est drainée par le Cérou, le Boutescure, le Farruel et par divers petits cours d'eau, qui constituent un réseau hydrographique de 18 km de longueur totale,.
Le Cérou, d'une longueur totale de 87,1 km, prend sa source dans la commune de Saint-Jean-Delnous et s'écoule d'est en ouest. Il traverse la commune et se jette dans l'Aveyron à Varen, après avoir traversé 23 communes.

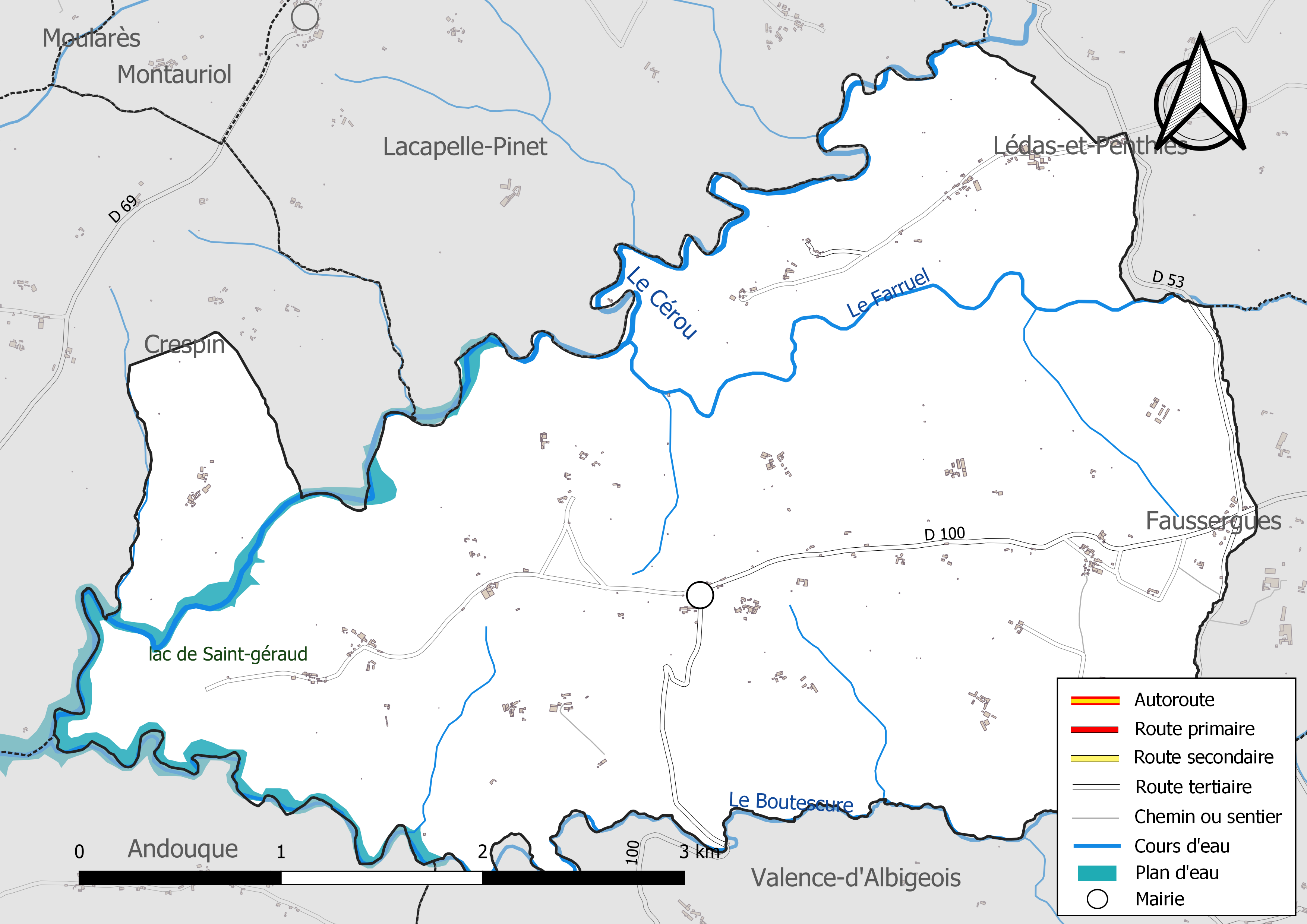
Réseaux hydrographique et routier de Padiès.

Le Boutescure, d'une longueur totale de 15,3 km, prend sa source dans la commune de Saint-Jean-Delnous et s'écoule d'est en ouest. Il traverse la commune et se jette dans le Cérou à Andouque, après avoir traversé 5 communes.
Le Farruel, d'une longueur totale de 12,5 km, prend sa source dans la commune de Saint-Jean-Delnous et s'écoule d'est en ouest. Il traverse la commune et se jette dans le Cérou sur le territoire communal, après avoir traversé 5 communes.

### Climat
Pour des articles plus généraux, voir Climat de l'Occitanie et Climat du Tarn.
En 2010, le climat de la commune est de type climat océanique altéré, selon une étude du Centre national de la recherche scientifique s'appuyant sur une série de données couvrant la période 1971-2000. En 2020, Météo-France publie une typologie des climats de la France métropolitaine dans laquelle la commune est toujours exposée à un climat océanique altéré et est dans la région climatique Sud-est du Massif Central, caractérisée par une pluviométrie annuelle de 1 000 à 1 500 mm, minimale en été, maximale en automne.
Pour la période 1971-2000, la température annuelle moyenne est de 11,5 °C, avec une amplitude thermique annuelle de 15,7 °C. Le cumul annuel moyen de précipitations est de 986 mm, avec 10,9 jours de précipitations en janvier et 6,8 jours en juillet. Pour la période 1991-2020, la température moyenne annuelle observée sur la station météorologique de Météo-France la plus proche, « Tanus », sur la commune de Tanus à 8 km à vol d'oiseau, est de 12,1 °C et le cumul annuel moyen de précipitations est de 866,6 mm. 
La température maximale relevée sur cette station est de 38,9 °C, atteinte le 23 août 2023 ; la température minimale est de −12,7 °C, atteinte le 9 février 2012,,.
Les paramètres climatiques de la commune ont été estimés pour le milieu du siècle (2041-2070) selon différents scénarios d'émission de gaz à effet de serre à partir des nouvelles projections climatiques de référence DRIAS-2020. Ils sont consultables sur un site dédié publié par Météo-France en novembre 2022.

### Milieux naturels et biodiversité
L’inventaire des zones naturelles d'intérêt écologique, faunistique et floristique (ZNIEFF) a pour objectif de réaliser une couverture des zones les plus intéressantes sur le plan écologique, essentiellement dans la perspective d’améliorer la connaissance du patrimoine naturel national et de fournir aux différents décideurs un outil d’aide à la prise en compte de l’environnement dans l’aménagement du territoire.
Une ZNIEFF de type 1 est recensée sur la commune :
la « haute vallée du Cérou » (1 427 ha), couvrant 7 communes du département et une ZNIEFF de type 2, :
la « haute vallée du Cérou » (3 007 ha), couvrant 13 communes dont deux dans l'Aveyron et 11 dans le Tarn.

Carte des ZNIEFF de type 1 et 2 à Padiès.
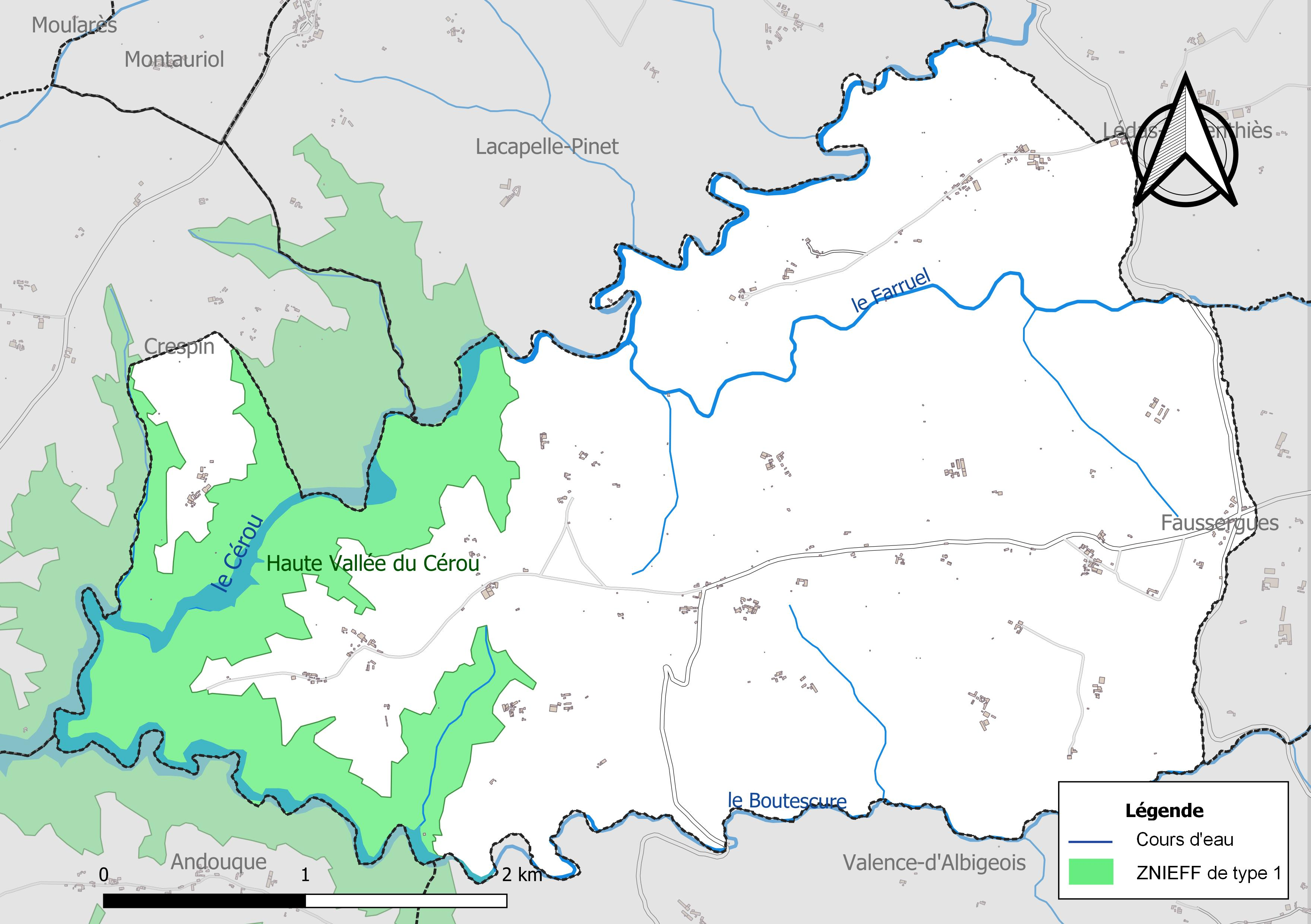
Carte de la ZNIEFF de type 1 sur la commune.
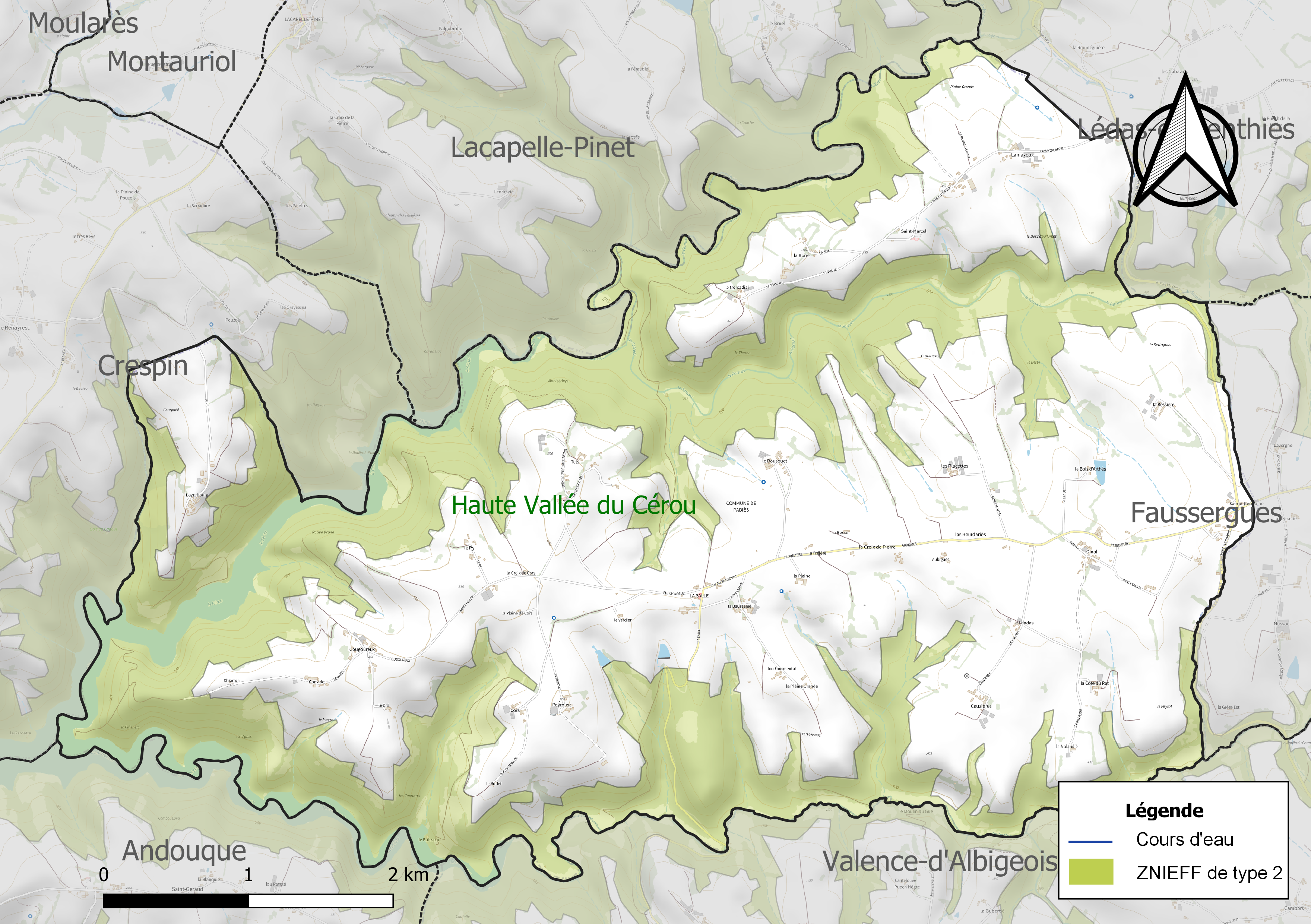
Carte de la ZNIEFF de type 2 sur la commune.

## Urbanisme

### Typologie
Au 1er janvier 2024, Padiès est catégorisée commune rurale à habitat très dispersé, selon la nouvelle grille communale de densité à sept niveaux définie par l'Insee en 2022.
Elle est située hors unité urbaine et hors attraction des villes,.

### Occupation des sols
L'occupation des sols de la commune, telle qu'elle ressort de la base de données européenne d’occupation biophysique des sols Corine Land Cover (CLC), est marquée par l'importance des territoires agricoles (63,8 % en 2018), une proportion sensiblement équivalente à celle de 1990 (64 %). La répartition détaillée en 2018 est la suivante :
zones agricoles hétérogènes (47,4 %), forêts (30,9 %), terres arables (9 %), prairies (7,4 %), eaux continentales (4 %), milieux à végétation arbustive et/ou herbacée (1,3 %). L'évolution de l’occupation des sols de la commune et de ses infrastructures peut être observée sur les différentes représentations cartographiques du territoire : la carte de Cassini (XVIIIe siècle), la carte d'état-major (1820-1866) et les cartes ou photos aériennes de l'IGN pour la période actuelle (1950 à aujourd'hui).

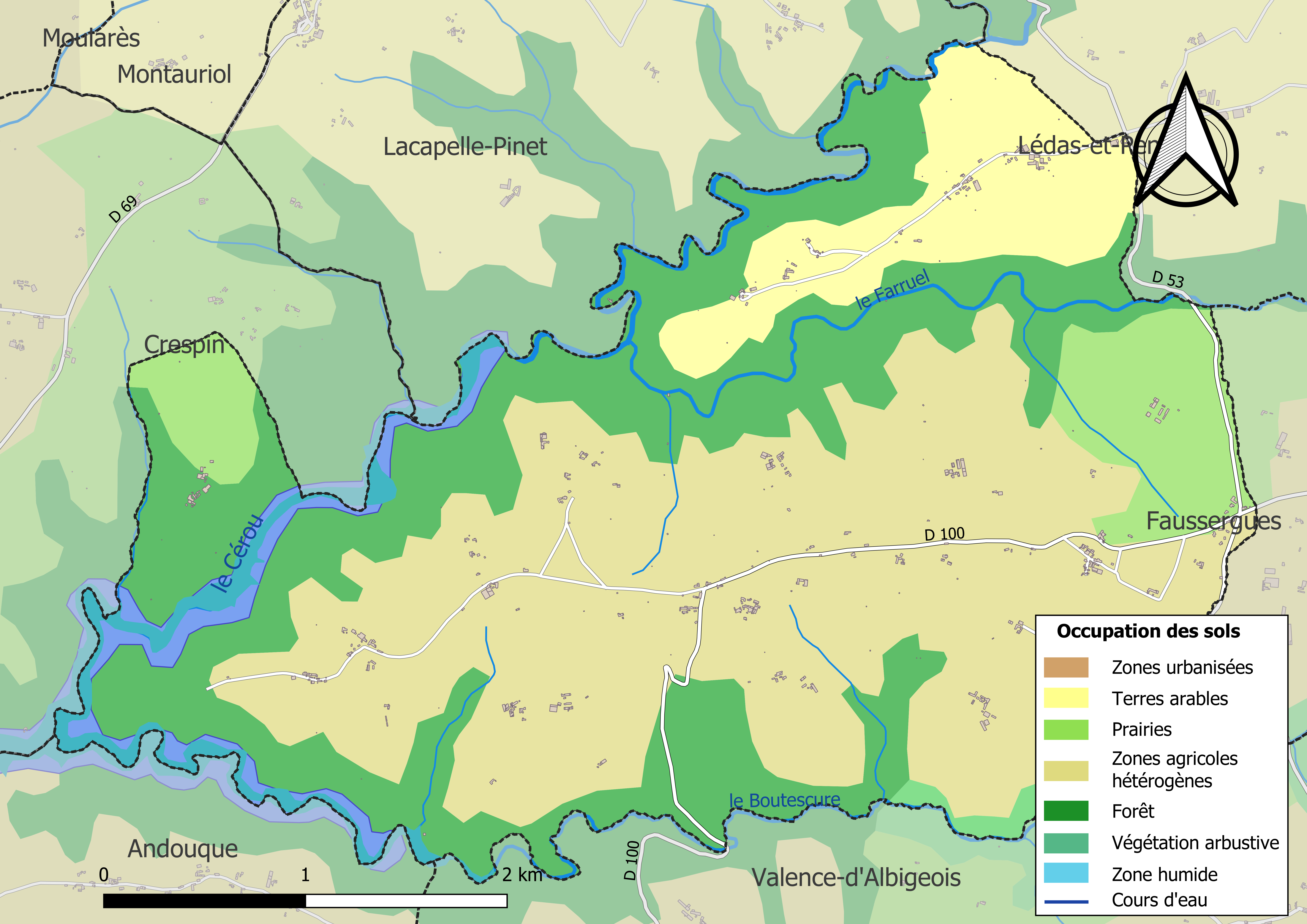
Carte des infrastructures et de l'occupation des sols de la commune en 2018 (CLC).

### Risques majeurs
Le territoire de la commune de Padiès est vulnérable à différents aléas naturels : météorologiques (tempête, orage, neige, grand froid, canicule ou sécheresse), inondations, feux de forêts, mouvements de terrains et séisme (sismicité très faible). Il est également exposé à un risque technologique, le transport de matières dangereuses, et à un risque particulier : le risque de radon. Un site publié par le BRGM permet d'évaluer simplement et rapidement les risques d'un bien localisé soit par son adresse soit par le numéro de sa parcelle.

#### Risques naturels
Certaines parties du territoire communal sont susceptibles d’être affectées par le risque d’inondation par débordement de cours d'eau, notamment le Cérou, le Farruel et le Boutescure. La cartographie des zones inondables en ex-Midi-Pyrénées réalisée dans le cadre du XIe Contrat de plan État-région, visant à informer les citoyens et les décideurs sur le risque d’inondation, est accessible sur le site de la DREAL Occitanie. La commune a été reconnue en état de catastrophe naturelle au titre des dommages causés par les inondations et coulées de boue survenues en 1982,.
Padiès est exposée au risque de feu de forêt. En 2022, il n'existe pas de Plan de Prévention des Risques incendie de forêt (PPRif). Le débroussaillement aux abords des maisons constitue l’une des meilleures protections pour les particuliers contre le feu,.

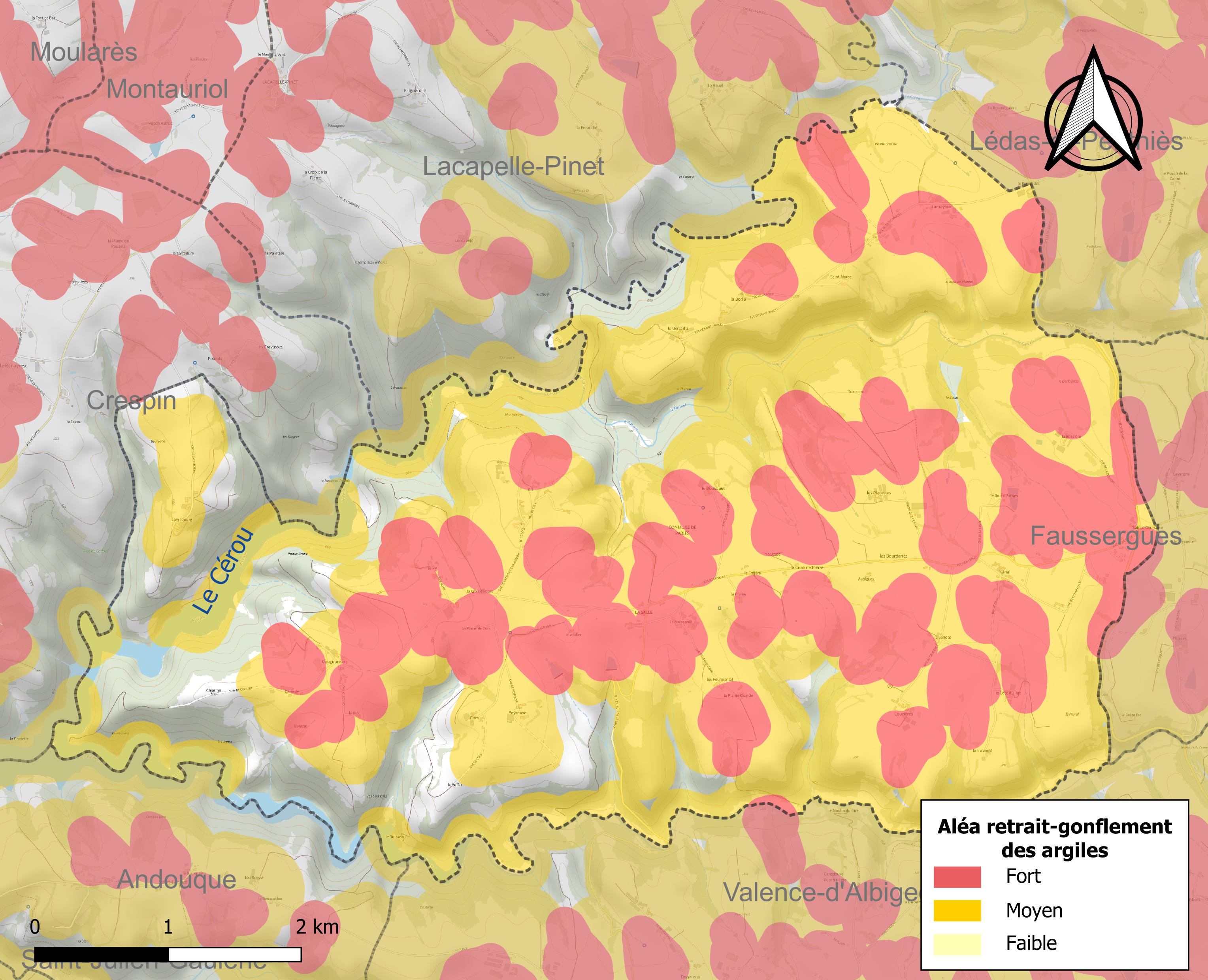
Carte des zones d'aléa retrait-gonflement des sols argileux de Padiès.

La commune est vulnérable au risque de mouvements de terrains constitué principalement du retrait-gonflement des sols argileux. Cet aléa est susceptible d'engendrer des dommages importants aux bâtiments en cas d’alternance de périodes de sécheresse et de pluie. 84,4 % de la superficie communale est en aléa moyen ou fort (76,3 % au niveau départemental et 48,5 % au niveau national). Sur les 113 bâtiments dénombrés sur la commune en 2019, 112 sont en aléa moyen ou fort, soit 99 %, à comparer aux 90 % au niveau départemental et 54 % au niveau national. Une cartographie de l'exposition du territoire national au retrait gonflement des sols argileux est disponible sur le site du BRGM,.
Par ailleurs, afin de mieux appréhender le risque d’affaissement de terrain, l'inventaire national des cavités souterraines permet de localiser celles situées sur la commune.

#### Risques technologiques
Le risque de transport de matières dangereuses sur la commune est lié à sa traversée par des infrastructures routières ou ferroviaires importantes ou la présence d'une canalisation de transport d'hydrocarbures. Un accident se produisant sur de telles infrastructures est susceptible d’avoir des effets graves sur les biens, les personnes ou l'environnement, selon la nature du matériau transporté. Des dispositions d’urbanisme peuvent être préconisées en conséquence.

#### Risque particulier
Dans plusieurs parties du territoire national, le radon, accumulé dans certains logements ou autres locaux, peut constituer une source significative d’exposition de la population aux rayonnements ionisants. Certaines communes du département sont concernées par le risque radon à un niveau plus ou moins élevé. Selon la classification de 2018, la commune de Padiès est classée en zone 3, à savoir zone à potentiel radon significatif.

## Histoire

### Héraldique
| Padiès | Son blasonnement est : D'or au lion de sable armé, lampassé et couronné de gueules, aux douze carreaux du même ordonnés en orle. |

## Politique et administration
| Période                                  | Période       | Identité               | Étiquette | Qualité                                         |
| ---------------------------------------- | ------------- | ---------------------- | --------- | ----------------------------------------------- |
| mai 1871                                 | mai 1876      | Jean-Pierre Ravailhe   |           |                                                 |
| mai 1876                                 | octobre 1882  | Isidore Calmès         |           |                                                 |
| octobre 1882                             | mai 1888      | Isidore Calmès         |           |                                                 |
| mai 1888                                 | mai 1892      | Jean-Pierre Ravailhe   |           |                                                 |
| mai 1892                                 | mai 1896      | Joseph Doat            |           |                                                 |
| mai 1896                                 | mai 1904      | Joseph Doat            |           |                                                 |
| mai 1904                                 | mai 1908      | Philippe Savy          |           |                                                 |
| mai 1908                                 | mai 1912      | Henri Calixte Fabrègue |           |                                                 |
| mai 1912                                 | décembre 1914 | Henri Calixte Fabrègue |           | mobilisé fin 1914                               |
| janvier 1915                             | mars 1919     | Henri Tarroux          |           | intérim                                         |
| mars 1919                                | décembre 1919 | Henri Calixte Fabrègue |           |                                                 |
| décembre 1919                            | mai 1925      | Henri Calixte Fabrègue |           |                                                 |
| mai 1925                                 | mai 1929      | Henri Fabrègue         |           |                                                 |
| mars 1959                                | mars 1989     | Gérard Maraval         | UDR       | Agriculteur Député suppléant d'Henry Bressolier |
| mars 1989                                | mai 2020      | Rolland Cougoureux     |           | Agriculteur                                     |
| mai 2020                                 | en cours      | Françoise Barrau       |           |                                                 |
| Les données manquantes sont à compléter. |               |                        |           |                                                 |

## Démographie
| 1793 | 1800 | 1806 | 1821 | 1831  | 1836 | 1841 | 1846 | 1851 |
| ---- | ---- | ---- | ---- | ----- | ---- | ---- | ---- | ---- |
| 814  | 669  | 614  | 900  | 1 040 | 734  | 726  | 709  | 750  |

| 1856 | 1861 | 1866 | 1872 | 1876 | 1881 | 1886 | 1891 | 1896 |
| ---- | ---- | ---- | ---- | ---- | ---- | ---- | ---- | ---- |
| 684  | 698  | 706  | 728  | 779  | 821  | 848  | 815  | 739  |

| 1901 | 1906 | 1911 | 1921 | 1926 | 1931 | 1936 | 1946 | 1954 |
| ---- | ---- | ---- | ---- | ---- | ---- | ---- | ---- | ---- |
| 680  | 655  | 601  | 506  | 504  | 502  | 438  | 392  | 347  |

| 1962 | 1968 | 1975 | 1982 | 1990 | 1999 | 2006 | 2011 | 2016 |
| ---- | ---- | ---- | ---- | ---- | ---- | ---- | ---- | ---- |
| 329  | 337  | 300  | 264  | 199  | 199  | 196  | 197  | 191  |

| 2021 | 2022 | - | - | - | - | - | - | - |
| ---- | ---- | - | - | - | - | - | - | - |
| 166  | 154  | - | - | - | - | - | - | - |

## Activité culturelle
La commune est connue aujourd'hui pour sa fête votive qui a lieu le weed-end suivant le 14 juillet. Les éditions entre 2010 à 2017 ont accueilli un grand nombre de personnes.

## Économie

### Revenus
En 2018, la commune compte 76 ménages fiscaux, regroupant 155 personnes. La médiane du revenu disponible par unité de consommation est de 19 350 € (20 400 € dans le département).

### Emploi
|                | 2008  | 2013  | 2018  |
| -------------- | ----- | ----- | ----- |
| Commune        | 3,9 % | 9 %   | 8,9 % |
| Département    | 8,2 % | 9,9 % | 10 %  |
| France entière | 8,3 % | 10 %  | 10 %  |

En 2018, la population âgée de 15 à 64 ans s'élève à 111 personnes, parmi lesquelles on compte 72,3 % d'actifs (63,4 % ayant un emploi et 8,9 % de chômeurs) et 27,7 % d'inactifs,. Depuis 2008, le taux de chômage communal (au sens du recensement) des 15-64 ans est inférieur à celui de la France et du département.
La commune est hors attraction des villes,. Elle compte 39 emplois en 2018, contre 37 en 2013 et 41 en 2008. Le nombre d'actifs ayant un emploi résidant dans la commune est de 73, soit un indicateur de concentration d'emploi de 52,8 % et un taux d'activité parmi les 15 ans ou plus de 49,4 %.
Sur ces 73 actifs de 15 ans ou plus ayant un emploi, 35 travaillent dans la commune, soit 47 % des habitants. Pour se rendre au travail, 66,2 % des habitants utilisent un véhicule personnel ou de fonction à quatre roues, 6,8 % s'y rendent en deux-roues, à vélo ou à pied et 27 % n'ont pas besoin de transport (travail au domicile).

### Activités hors agriculture
16 établissements sont implantés à Padiès au 31 décembre 2019.
Le secteur de l'industrie manufacturière, des industries extractives et autres est prépondérant sur la commune puisqu'il représente 37,5 % du nombre total d'établissements de la commune (6 sur les 16 entreprises implantées à Padiès), contre 13 % au niveau départemental.

### Agriculture
La commune est dans le Segala, une petite région agricole située dans le nord-est du département du Tarn. C’est la relative pauvreté du sol de cette région où ne poussait jadis que le seigle qui a donné son nom à cette aire géographique. Situé en moyenne altitude, le Ségala s’étend sur des territoires vallonnés et riches en schiste. En 2020, l'orientation technico-économique de l'agriculture  sur la commune est la polyculture et/ou le polyélevage.
|               | 1988  | 2000 | 2010 | 2020 |
| ------------- | ----- | ---- | ---- | ---- |
| Exploitations | 43    | 30   | 24   | 17   |
| SAU (ha)      | 1 027 | 955  | 809  | 718  |

Le nombre d'exploitations agricoles en activité et ayant leur siège dans la commune est passé de 43 lors du recensement agricole de 1988  à 30 en 2000 puis à 24 en 2010 et enfin à 17 en 2020, soit une baisse de 60 % en 32 ans. Le même mouvement est observé à l'échelle du département qui a perdu pendant cette période 58 % de ses exploitations,. La surface agricole utilisée sur la commune a également diminué, passant de 1 027 ha en 1988 à 718 ha en 2020. Parallèlement la surface agricole utilisée moyenne par exploitation a augmenté, passant de 24 à 42 ha.

## Culture locale et patrimoine

### Lieux et monuments
Trois églises se trouvent sur le territoire de la commune de Padiès : Sainte-Germaine, Saint-Marcel et Tels. Cette dernière est la plus ancienne du village, datant d'avant la Révolution française.
- Église Sainte-Germaine de Padiès.
- Église Notre-Dame de Tels.
- Église Saint-Marcel de Padiès.

### Personnalités liées à la commune
Padiès fut, à la Renaissance, un des fiefs principaux des seigneurs de la maison des Roquefeuil Blanquefort.